# Boston Society of Film Critics Awards 1989
La 10ª edizione dei Boston Society of Film Critics Awards si è svolta nel 1990, per onorare l'eccellenza nell'industra del cinema per l'anno 1989.

## Premi

### Miglior film
- Crimini e misfatti (Crimes and Misdemeanors), regia di Woody Allen

### Miglior attore
- Daniel Day-Lewis - Il mio piede sinistro (My Left Foot: The Story of Christy Brown)

### Migliore attrice
- Jessica Tandy - A spasso con Daisy (Driving Miss Daisy)

### Miglior attore non protagonista
- Danny Aiello - Fa' la cosa giusta (Do the Right Thing)

### Migliore attrice non protagonista
- Brenda Fricker - Il mio piede sinistro (My Left Foot: The Story of Christy Brown)

### Miglior regista
- Woody Allen - Crimini e misfatti (Crimes and Misdemeanors)

### Migliore sceneggiatura
- Woody Allen - Crimini e misfatti (Crimes and Misdemeanors)

### Miglior fotografia
- Michael Ballhaus - I favolosi Baker (The Fabulous Baker Boys)

### Miglior documentario
- Let's Get Lost - Perdiamoci (Let's Get Lost), regia di Bruce Weber

### Miglior film in lingua straniera
- Un affare di donne (Une affaire de femmes), regia di Claude Chabrol  ·   Francia